# Liliana Paparazzo
Liliana Paparazzo (1969) è un'ex cestista italiana.
Centro, ha giocato in Serie A1 con Palermo.
Dopo il ritiro, è rappresentante del basket femminile per la GIBA ed è agente per l'agenzia More.